# Лью Р. Берґ
Лью Р. Берґ (насправді Лехо Райє; 17 лютого 1968 — 27 квітня 2005, Таллінн) — естонський письменник-фантаст.
Берґ дебютував у 1995 році в журналі Mardus. Його твори зазвичай розповідають про боротьбу військового підрозділу чи екіпажу космічного корабля з невідомими чи позаземними формами життя, тому є науковою фантастикою чи жахами. Значна частина його робіт належить до так званої серії Вілларда (Віллард є керівником спеціального підрозділу найманців).
Його твори читаються легко, він майстерно описує бойові сцени та битви. Психологічно твори подекуди слабкі, чоловічі образи його однакові, вирізняються лише іменами. Жіночих образів мало.

## Праці
- 2000 — «Танець до вогню» (Варрак)
- 2001 — «Темпель Сельвас» (Пароль)
- 2004 — «Реквієм по „Галатеї“» (Фентезі)
- 2005 — «Чорна гвардія» (Естонська книга)

## Нагороди
- 1998 — Stalker (роман «Духи річки Духів»)